# Kostel svatého Josefa (Chrudim)
Kostel svatého Josefa v Chrudimi je klášterní kostel někdejšího konventu kapucínů. Stojí v areálu kláštera na Školním náměstí v centru Chrudimi v Pardubickém kraji. Je nemovitou kulturní památkou.

## Historie
Kapucínský kostel svatého Josefa se začal stavět v létě roku 1662. Téhož roku v květnu byl v Římě generálem řádu Antoniem z Capri odsouhlasen záměr královéhradeckého biskupa Matouše Ferdinanda Sobka vystavět při kostele Boží hrob spolu se zastaveními upomínajícími na Kristovo utrpení.
Kapucíni často stavěli své kostely svépomocí s architekty z vlastních řad s typickou prostou fasádou a kruhovým oknem. V Chrudimi dozoroval nad stavbou a konečnou koncepcí konventu a kostela otec Paulus Palatinus. Konventní kostel byl vysvěcen 26. července roku 1665 královéhradeckým biskupem Sobkem. Původně byl vysvěcením kostela pověřen pražský arcibiskup Arnošt Vojtěch hrabě z Harrachu, který z důvodu nemoci určil zástupce. Součástí areálu kláštera byla i loretánská svatyně.

### Kaple Božího hrobu

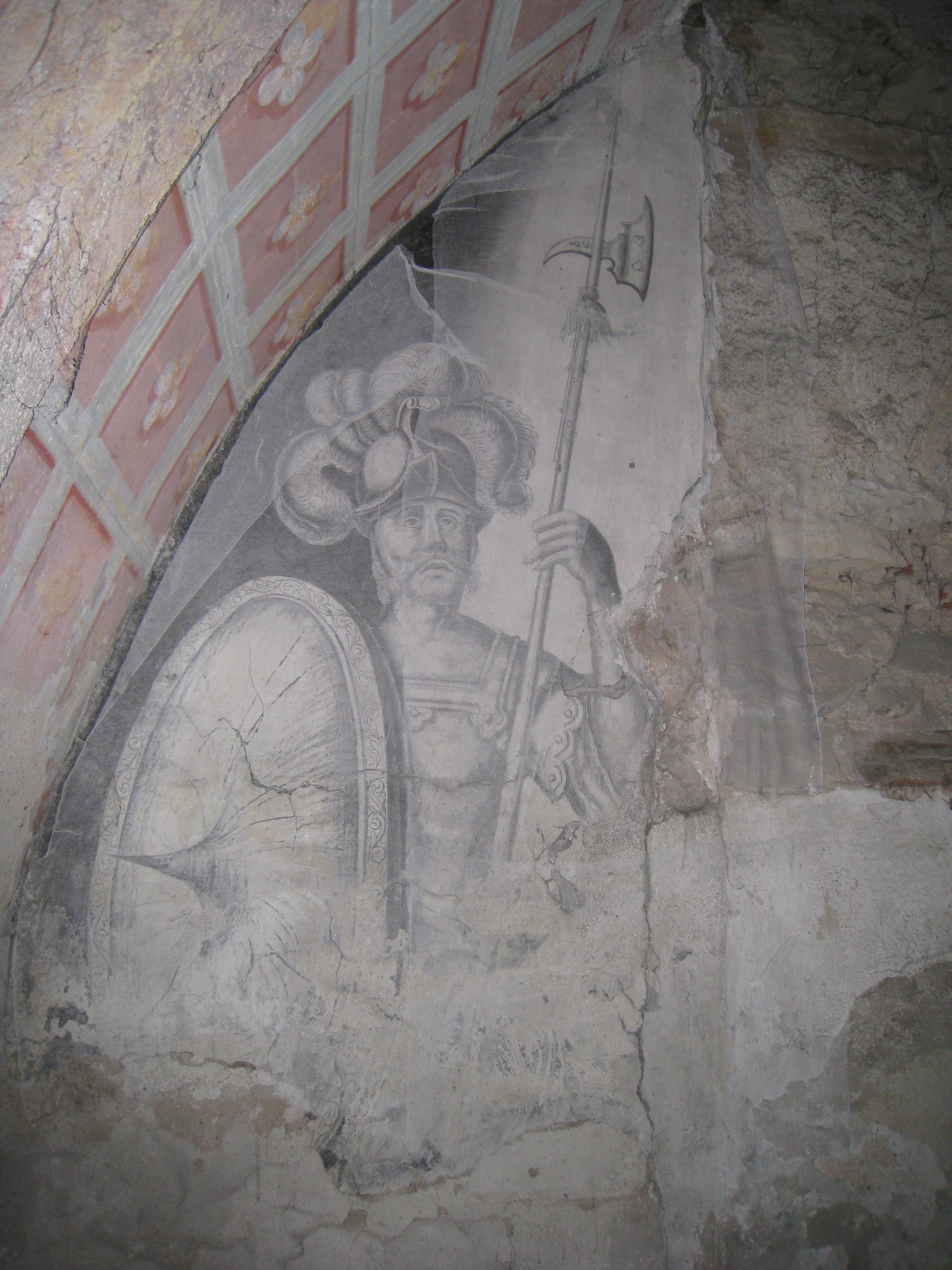
Strážce Božího hrobu

Kaple Božího hrobu byla postavena podle vzoru kaple uprostřed chrámu Božího hrobu v Jeruzalémě. Stála v podzemních prostorách kostela pod loretánskou kaplí a neměla proto edikulu a jiné vnější znaky. S jeruzalémskou kaplí ji spojovaly vnitřní dispozice. Roku 1669 byla vedle Božího hrobu zřízena krypta.
Kaple byla umístěna do uzavřené západní přístavby a měla po celém svém obvodu úzký průchod. Osvětlovala ji dvojice oken přístavku na jižní a severní straně a okno na západní straně. Věřící tak měli možnost si kapli obejít a sledovat na dostatečně velkých a nepřerušovaných plochách novozákonní výjevy Poslední večeře nebo scénu Nevěřícího Tomáše. Kristův hrob hlídali dva strážci v římské zbroji namalovaní na omítku západní stěny přístavku. Naproti nim na východní straně byli Máří Magdaléna a třetí strážce, kteří hleděli vzhůru.
"Papež Kliment XI. uděluje všem věřícím, kteří navštíví kostel sv. Josefa v dolní kryptě kapucínů v Chrudimi v pátek po neděli Judica (Passionis) (= Velký pátek) v době od prvních nešpor do západu slunce a pomodlí se zde za mír mezi křesťanskými knížaty a vymýcení kacířství, plnomocné odpustky. Těm, kdo tak učiní o ostatních pátcích v postě, udílí odpustky sedmileté. Tato milost platí 7 let."

### Křížová cesta

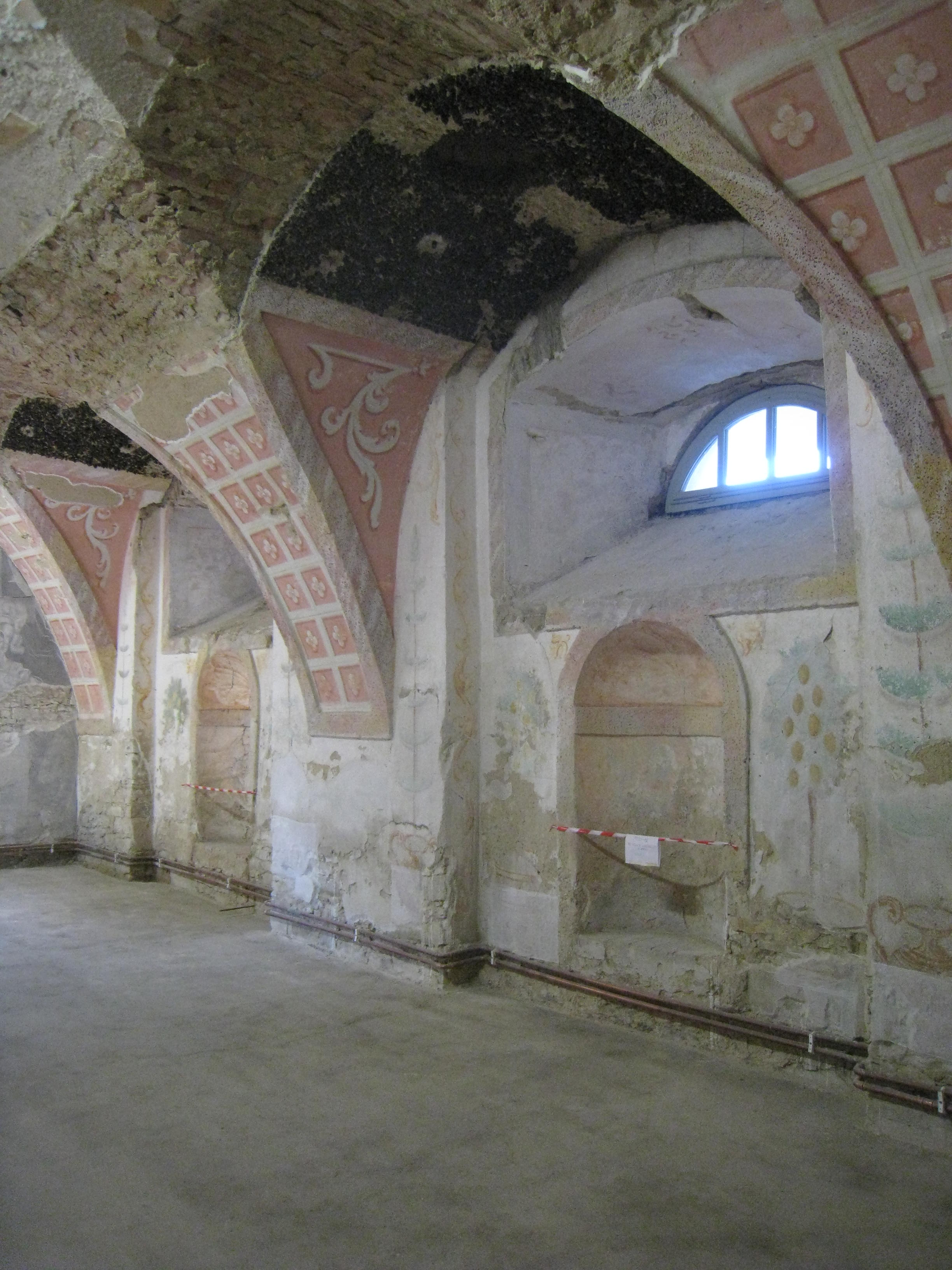
Podzemní chodba kostela

Po roce 1784 byla podzemní krypta pod hlavní lodí kostela zrušena a rozlehlý prostor se postupně proměnil na podzemní křížovou cestu. Jednotlivá zastavení tvořily sochy v životní velikosti. "Stará práce řezbářská celkem obhroublá, živá a charakteristická. Veškeré sochy naturalisticky omalovány"
Jednotlivé sochy stály buď ve volném prostoru nebo ve výklencích podél stěn. Prostorný suterén měřil na délku přibližně 22 metrů a v nejširší části měl 9 metrů. Vešlo se sem na jedenáct sousoší. Do podzemí se vcházelo ze západu a postupovalo se podél východní stěny směrem na sever. Vstupní schodiště lemovaly sochy Loučení Krista s Pannou Marií. Dál zde byla zastavení Olivetská hora, Bičování Krista, Ecce Homo, Korunování trním, Veronika s rouškou a Nesení Kříže. Ve skrytých výklencích byly umístěny výjevy Krista před Pilátem nebo Odpočívajícího Krista. V severní čelní části chodby stála figurálně nejbohatší scéna Ukřižování: Kristus se dvěma lotry na kříži byl doplněn postavami Máří Magdalény a Jana Evangelisty. Výjev byl v dolní části ohraničen menzou představující hrob s ležící sochou Krista. U severní stěny chodby stála Pieta a Panna Marie Bolestná a v boční ose uprostřed východní stěny naproti výjevu Korunování trním cesta končila vstupem do obdélné místnosti s vestavbou kaple Božího hrobu.
Podzemí kostela bylo vlhké a stavby zde a dřevěné sochy velmi trpěly a byly často opravovány. Kaple Božího hrobu byla po čase již velmi zchátralá, ale místo rekonstrukce se roku 1888 dočkala zaslepení vstupu oltářem Bolestné Panny Marie.

### Loretánská kaple
Loretánská svatyně byla spolu s kaplí Božího hrobu vkomponována do původních plánů kostela, nebyla stavěna dodatečně. Byla vestavěna do pravoúhlého přístavku, otevřeného obloukovým otvorem do lodi kapucínského kostela. Závěrová strana kaple byla totožná s obvodovou zdí, boční stěny a čelo zůstaly až do roku 1778 volné. Santa Casa byla hranolovým, římsou zakončeným blokem se čtyřmi pravoúhlými vstupy po stranách a s čtvercovým osvětlujícím otvorem v čele. Roku 1778 pokryl Josef Ceregetti tři její stěny nástěnnou malbou. Použil malovaných architektonických prvků k rozdělení podélných stěn do dvou užších bočních a do velkého pole středního. Spirálovitě točené dříky byly použity jako podnože pro květinové nádoby, představované koryntskými sloupovými hlavicemi. Z nich vyrůstaly až nahoru k římse svazky dekoračně působivých rostlin. Samotné sloupy vedly z perspektivně nesprávně malovaných postamentů. Malovaná architektura, oddělená od podnože hnědým pásem, byla držena v měkkých tónech barev v rokoku oblíbených: sloupy růžové, sloupové hlavice a orámování figurálních výjevů zlaté a vegetativní prvky, doplňující orámování a tektonické články, zelené. Lastury a větvoví doplňovaly výjevy Narození Panny Marie, Uvedení Panny Marie do chrámu, Obětování Páně a Přenesení loretánského domku anděly. Dvojice pilastrů rámovala hlavní mariánský výjev na čelní straně Santa Casy. Pilastry přecházely do kordonové římsy. Postavu Panny Marie umístil Ceregetti do iluzivní “brány nebeské” v jádře stěny Santa Casy, přímo nad čelným otvorem a představeným oltáříkem. Santa Casa si ponechávala základní vertikální členění bočních stěn, typické pro zástupce kaplí pilastrolisénového typu. 

## Rekonstrukce
V sedmdesátých letech 20. století vznikla studie navrhující zbourání loretánské kaple a kaple Božího hrobu z důvodu nedostatečného založení stavby. V roce 1979 byla zbourána Loretánská kaple, Kaple Božího hrobu byla zbourána roku 1985. Celková oprava areálu kláštera s kostelem svatého Josefa započala v roce 2009. Dnes je v kostele Muzeum barokních soch.

## Fotografie

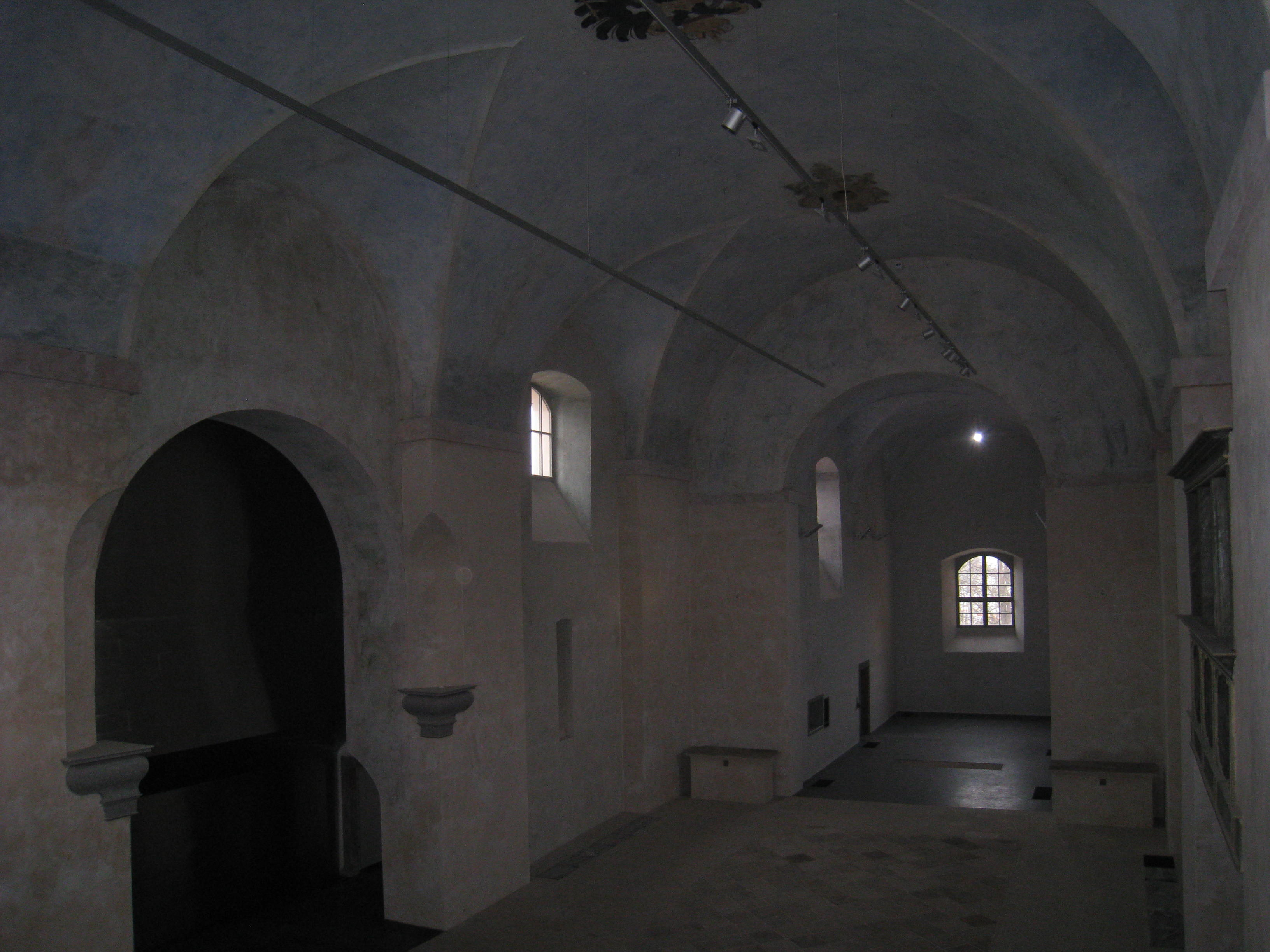
Hlavní loď kostela sv. Josefa v Chrudimi
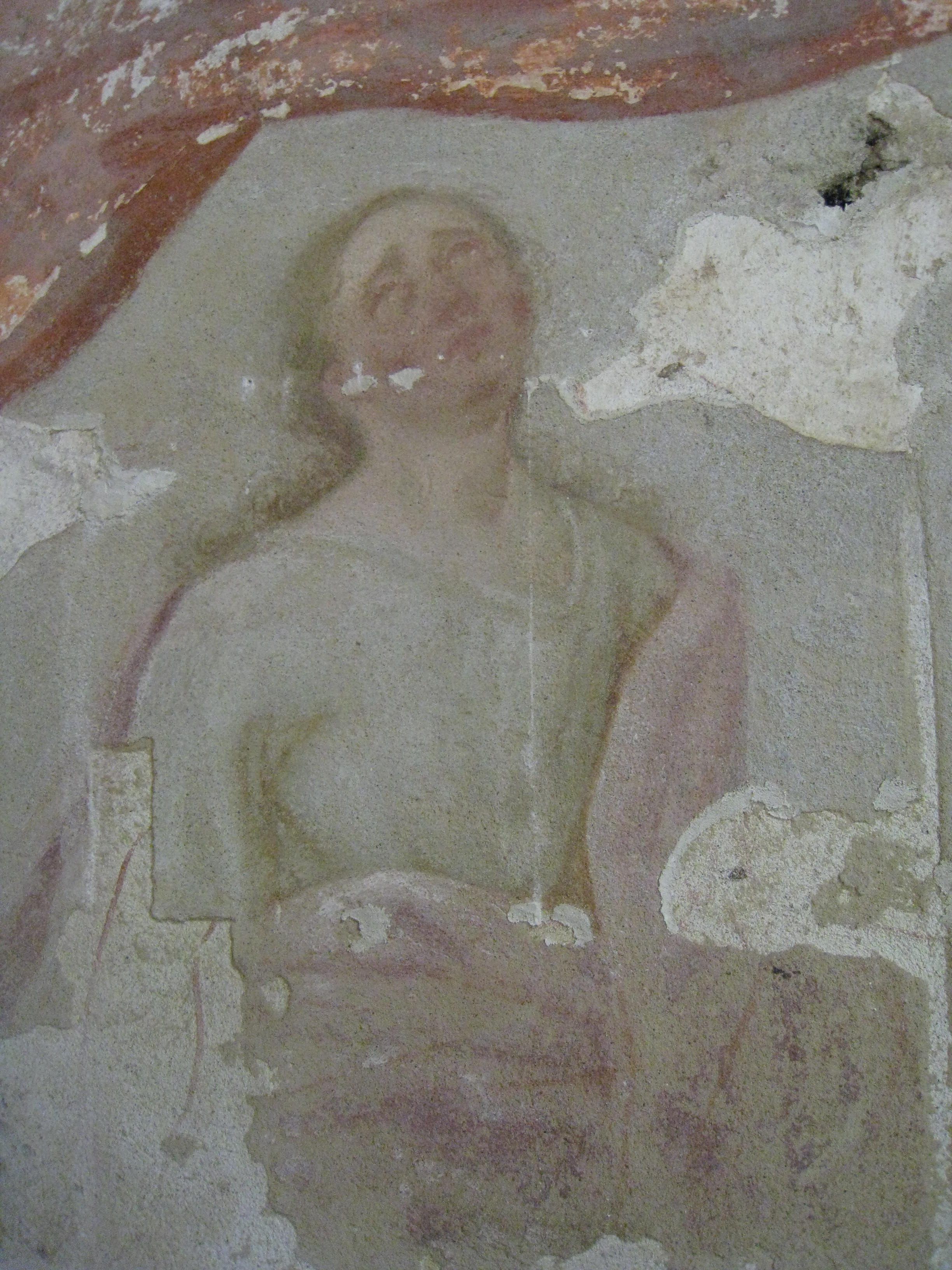
Detail zafixované malby
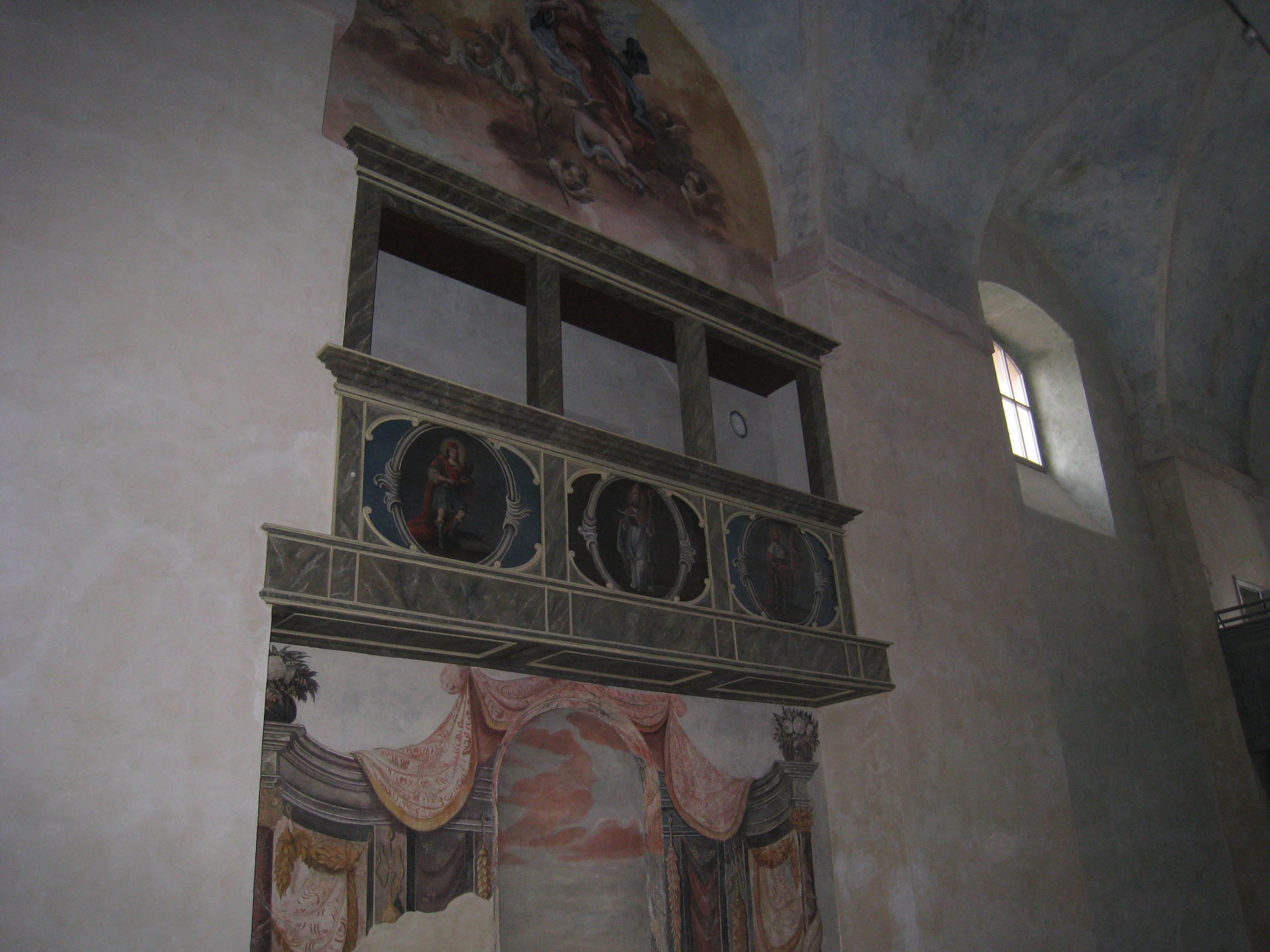
Dřevěná oratoř v hlavní lodi kostela
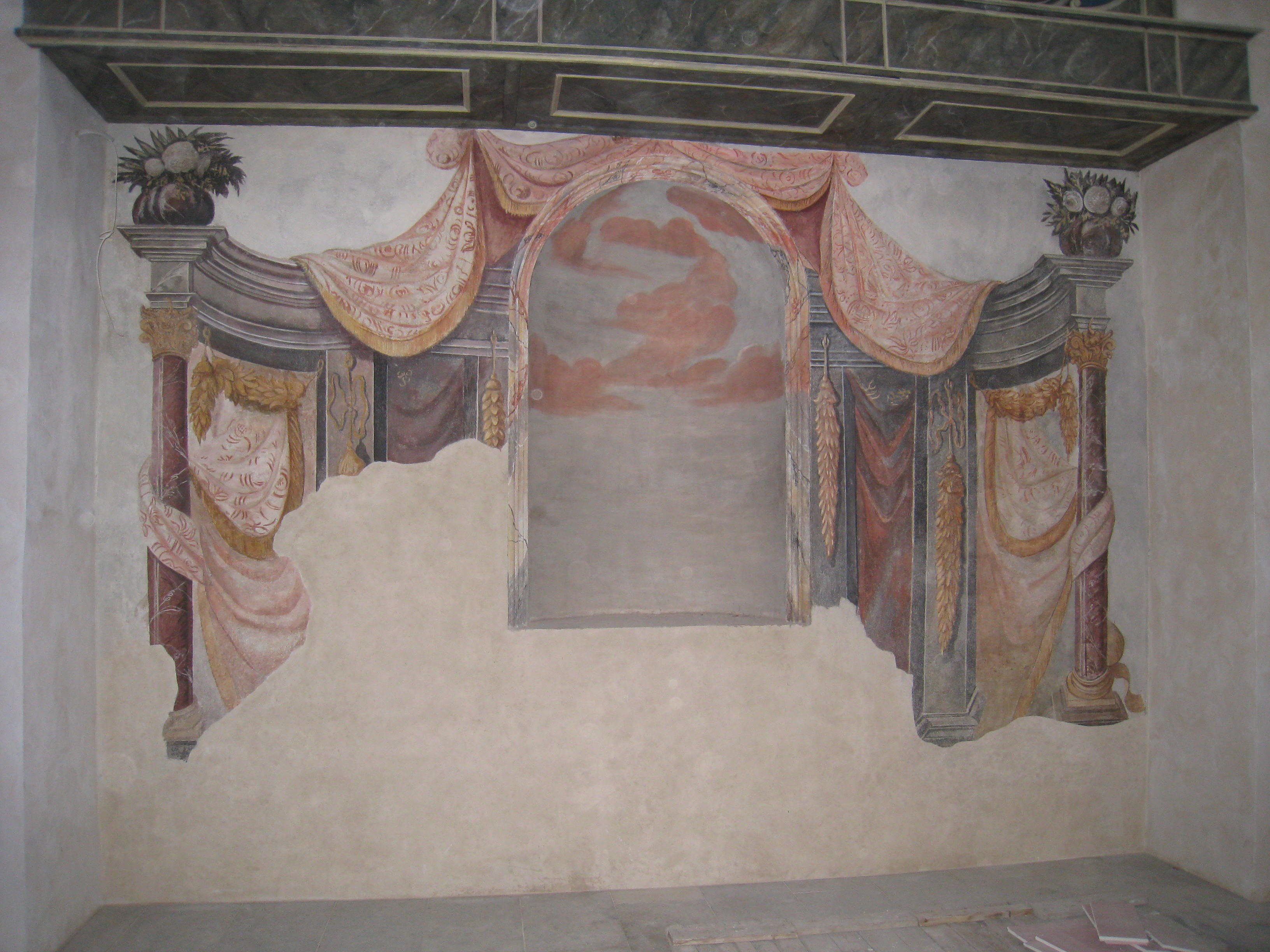
Malba pod dřevěnou oratoří